# 今石元久
今石 元久（いまいし もとひさ、1940年9月10日- ）は、日本の言語学者。学位は、文学博士（広島大学・論文博士・1998年）（学位論文「日本語音声の実験的研究 」）。広島女子大学名誉教授。

## 略歴
岡山県の中国山地内の山村（現・真庭市）に生まれる。広島大学教育学部卒、同大学院博士課程満期退学。藤原与一に師事。広島女学院大学講師、鳥取大学教育学部講師、助教授、鳴門教育大学教授、広島女子大学教授、県立広島大学教授、2006年定年退官、名誉教授。1998年、学位論文「日本語音声の実験的研究 」で広島大学より文学博士の学位を取得。音響分析を行い日本方言における「言語素地」を探る。音響分析ソフト「音声録聞見」についてパソコンで使えるようフリー化している。
他方、本人の係累の犠牲、森滝市郎の影響、津々浦々でたくさんの「非核宣言の塔」を見ていることなどにより、広島や長崎の被爆者の肉声をデジタル化（CD化）するとともに文字化を行っている。

## 著書
- 『日本語音声の実験的研究』（和泉書院・1997年）
- 『日本語表現の教育』（国書刊行会・1999年）
- 『岡山言葉の地図』（日本文教出版・2000年）
- 『鳥取の伝統方言』（日本文教出版・2004年）
- 『原爆と日常 聴覚的面のデジタル化 原爆死没者への鎮魂歌』溪水社 2011

### 共編著
- 『音声研究入門』編（和泉書院・2005年）
- 『人類の危機に立ち会った人たちの声』編著（溪水社・2006年）
- 『音声言語研究のパラダイム』編（和泉書院・2007年）
- 『原爆の少女たち』森下峯子共編著（溪水社・2008年）
- 『原爆の声』編著（溪水社・2009年）

## 論文
- Cinii